# Bundesverband der Assekuranzführungskräfte
Der Bundesverband der Assekuranzführungskräfte e.V. ist die Interessenvertretung der Führungskräfte der deutschen Versicherungswirtschaft und ist auch Arbeitgeberverband für das private Versicherungs-Vermittler-Gewerbe. Sein Verbandskürzel VGA erinnert noch an seinen alten Namen „Verband der Geschäftsstellenleiter der Assekuranz“.

## Zweck
Zweck des Verbandes ist die Wahrnehmung und Förderung aller wirtschaftlichen, beruflichen und sozialen Interessen seiner Mitglieder sowie die Aus- und Weiterbildung aller in der Versicherungswirtschaft Tätigen. So vertritt er die Interessen seiner Mitglieder und des Berufsstandes der Führungskräfte im Gesamtverband der Deutschen Versicherungswirtschaft und allen wichtigen Gremien der Versicherungswirtschaft wie der Bundesanstalt für Finanzdienstleistungsaufsicht und anderen. Der Verband arbeitet auch mit dem Deutschen Führungskräfteverband zusammen.
Mitglieder des Präsidiums des VGA sind
- Michael Walter        (Präsident)
- Klaus Woschei        (1. Vizepräsident)
- Mario Fökel             (2. Vizepräsident)
- Bernhard Weiß       (Schatzmeister)
- Claus Marcus Götte
- Wolfgang M. Kühn
- Florian Kümmerle
- Martin Söhne
- Oliver Mathais       (Verbandsdirektor)

Ehrenpräsidenten des Bundesverbandes sind die ehemaligen Präsidenten Horst Peil und Hans-Ulrich Buß.

## Arbeitskreise
Um die Themen schwerpunktmäßig zu gliedern, gibt es innerhalb des VGA folgende Arbeitskreise:
- „Sprecherausschüsse“
Hier informieren sich die Mitglieder der Sprecherausschüsse der leitenden Angestellten über aktuelle Themen und stimmen sich ab. Geleitet wird der Arbeitskreis von Elmar Kaube.
- „Vermittler im VGA“
Hier tauschen sich die Assekuradeure und Vermittler im VGA zu aktuellen wirtschaftlichen und gesetzlichen Themen aus. Geleitet wird der Arbeitskreis von Claus Marcus Götte.
- „Bildung“
Dieser beschäftigt sich mit allen Bildungsthemen für Führungskräfte der Assekuranz sowie Themen der Aus- und Weiterbildung der Branche. Hier wird auch eine enge Zusammenarbeit mit dem BWV – dem Berufsbildungswerk der Versicherungswirtschaft – betrieben. Mit Wolfgang M. Kühn und Axel Büttner sind zwei seiner Mitglieder in den Aufgabenauswahlausschuss des Deutschen Industrie- und Handelskammertags berufen worden, welcher sich für die Aufgabenerstellung zur Ausbildung „gepr. Versicherungsfachmann /-fachfrau IHK“ verantwortlich zeigt. Ferner ist Wolfgang M. Kühn in das Sachverständigengremium für den Rahmenausbildungsplan beim Deutschen Industrie und Handelskammertag berufen worden und vertritt die Führungskräfte der deutschen Versicherungswirtschaft im Qualitätssicherungsausschuss der Brancheninitiative „gut beraten“. Geleitet wird der Arbeitskreis ebenfalls von Wolfgang M. Kühn.

## Bezirksgruppen
Um an wichtigen Standorten vertreten zu sein, wird der Verband regional von seinen 28 Bezirksgruppen vertreten. Hier pflegt der VGA „vor Ort“ Kontakte zwischen seinen Mitgliedern, den örtlich ansässigen Versicherungsunternehmen sowie mit den regionalen IHK'en, dem BWV, BVK usw. Diese regionalen Standorte sind:
| - Berlin - Bielefeld - Bremen/Oldenburg - Dortmund - Dresden - Düsseldorf - Freiburg | - Hamburg - Hannover/Braunschweig - Karlsruhe - Kassel - Kiel - Koblenz - Köln/Bonn | - Konstanz/Singen - Kurpfalz (Mannheim) - Leipzig/Halle - München/Augsburg - Nord- und Ostwestfalen (Münster) - Nürnberg - Regensburg | - Rhein-Main (Frankfurt) - Rostock/Schwerin - Baden/Saar/Pfalz - Stuttgart - Ulm - Wuppertal - Würzburg |

## Geschichte
Er wurde 1877 in Berlin als Berliner Assekuranz-Club gegründet (BAC) und gilt als die Ursprungsvereinigung der Geschäftsstellenleiter in Deutschland. Von 1880 bis 1920 kam es zur Gründung weiterer derartiger Zusammenschlüsse an zahlreichen deutschen Versicherungsplätzen, (z. B. Vereinigung der Bevollmächtigten in Hannover vertretener Feuerversicherungsgesellschaften) Verband der direktionsbevollmächtigten Feuerversicherungs-Generalagenten Deutschlands in Dresden. 1921 erfolgte die Gründung des Reichsverbandes der deutschen Versicherungs-Generalagenten in Berlin.
1934 kam die Auflösung durch die Nazis und der zwangsweisen Ersetzung durch die Fachgruppe Versicherungs-Generalagenten innerhalb der Reichsgruppe Versicherungen. Nach dem Krieg erfolgte 1951 der Zusammenschluss mit der Vereinigung der Assekuradeure zum Verband der deutschen Generalagenten und bevollmächtigten Assekuradeure e. V. Gleichzeitig erschien erstmals die Verbandszeitschrift „VGA Nachrichten“. 1966 kam die Umbenennung in Bundesverband bevollmächtigter Generalagenten und Geschäftsstellenleiter der Assekuranz, 1971 die Umbenennung in Bundesverband der Geschäftsstellenleiter der Assekuranz und schließlich 1999 die Umbenennung in Bundesverband der Assekuranzführungskräfte.